# Category 5
 (mars 2023).
Si vous disposez d'ouvrages ou d'articles de référence ou si vous connaissez des sites web de qualité traitant du thème abordé ici, merci de compléter l'article en donnant les références utiles à sa vérifiabilité et en les liant à la section « Notes et références ».
Albums de FireHouse
Good Acoustics
(1996) O2
(2000)
Category 5 est le cinquième album du groupe FireHouse, sorti en 1999.

## Liste des chansons
| No  | Titre                              | Durée |
| --- | ---------------------------------- | ----- |
| 1.  | Can't Stop the Pain                | 5:37  |
| 2.  | Acid Rain                          | 3:27  |
| 3.  | Bringing Me Down                   | 4:39  |
| 4.  | Dream                              | 4:13  |
| 5.  | Get Ready                          | 4:18  |
| 6.  | If It Changes                      | 4:56  |
| 7.  | The Day, the Week, and the Weather | 5:27  |
| 8.  | The Nights Were Young              | 4:18  |
| 9.  | Have Mercy                         | 4:36  |
| 10. | I'd Do Anything                    | 5:45  |
| 11. | Arrow Through My Heart             | 4:11  |
| 12. | Life Goes On                       | 10:24 |